# Sankt Andreas (parochie, Kopenhagen)
Sankt Andreas was een parochie van de Deense Volkskerk in de Deense gemeente Kopenhagen. De parochie maakte deel uit van het bisdom Kopenhagen en telde 2347 kerkleden op een bevolking van 3618 (2004). Per 1 december 2011 werd de parochie opgeheven en werd de kerk opgenomen in de domparochie. De parochie werd tot 1970 gerekend onder Sokkelund Herred.
Sankt Andreas werd gesticht als parochie in 1898 als afsplitsing van de parochie Sankt Johannes. In 2011 werd de parochie opgeheven en gevoegd bij Vor Frue. De parochiekerk van Sankt Andreas kwam gereed in 1901.

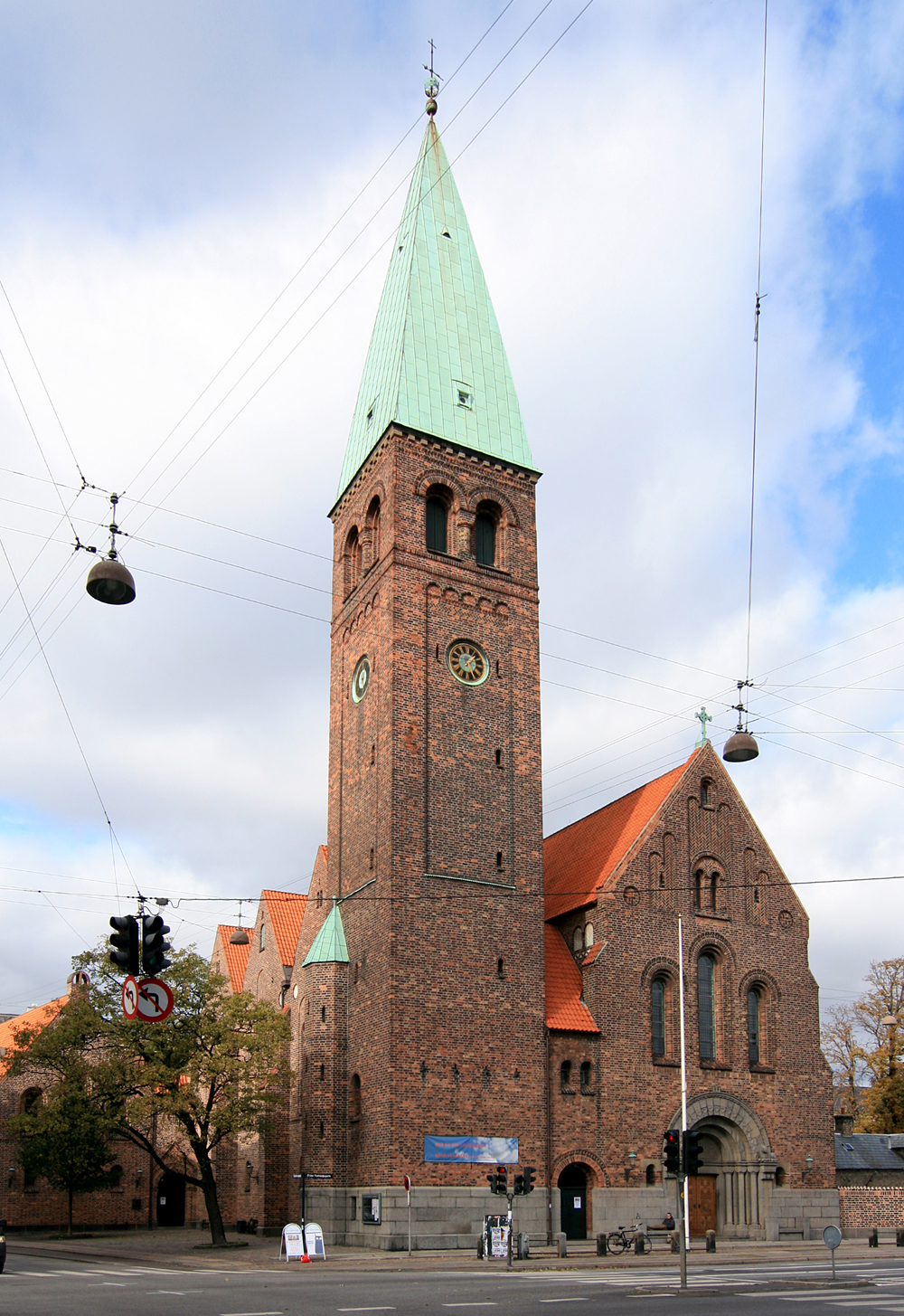
Sankt Andreas Kirke (1898 - 1901) aan de Gothersgade in Kopenhagen

Aaker · Aalholm · Absalons · Advent · Aldersro · Allehelgens · Allinge-Sandvig · Anna · Ansgar · Apostelkirkens · Bellahøj · Bethlehem · Bispebjerg · Blågårdens · Bodilsker · Brønshøj · Christian · Christiansø · Davids · De Gamles Bys · Dragør · Elias · Emdrup · Enghave · Filip · Flintholm · Fredens-Nazaret · Frederiks · Frederiksberg · Frederiksberg Slotssogn · Frihavns · Garnisons · Gethsemane · Godthaab · Grøndals · Gudhjem · Hans Egedes · Hasle · Helligånds · Højdevang · Holmens · Husum · Husumvold · Hyltebjerg · Ibsker · Islands Brygges · Johannes Døbers · Kapernaums · Kastel · Kastrup · Kildevælds · Kingo-Samuel · Kingos · Klemensker · Knudsker · Korsvejens · Kristkirkens · Lindevang · Lundehus · Margrethe · Maria · Mariendal · Nathanaels · Nexø · Nyker · Nylarsker · Olsker · Østerlarsker · Østermarie · Østervold · Pedersker · Poulsker · Rø · Rønne · Rosenvænget · Rutsker · Samuels · Sankt Andreas · Sankt Jakobs · Sankt Johannes · Sankt Lukas · Sankt Markus · Sankt Matthæus · Sankt Pauls · Sankt Stefans · Sankt Thomas · Simeons · Simon Peter · Sion · Skelgårds · Solbjerg · Solvang · Store Magleby · Sundby · Sundkirkens · Svaneke · Sydhavn · Tagensbo · Tårnby · Timotheus · Tingbjerg · Trinitatis · Utterslev · Valby · Vanløse · Vesterbro · Vestermarie · Vigerslev · Vor Frelsers · Vor Frue